# Théâtre de la Reine

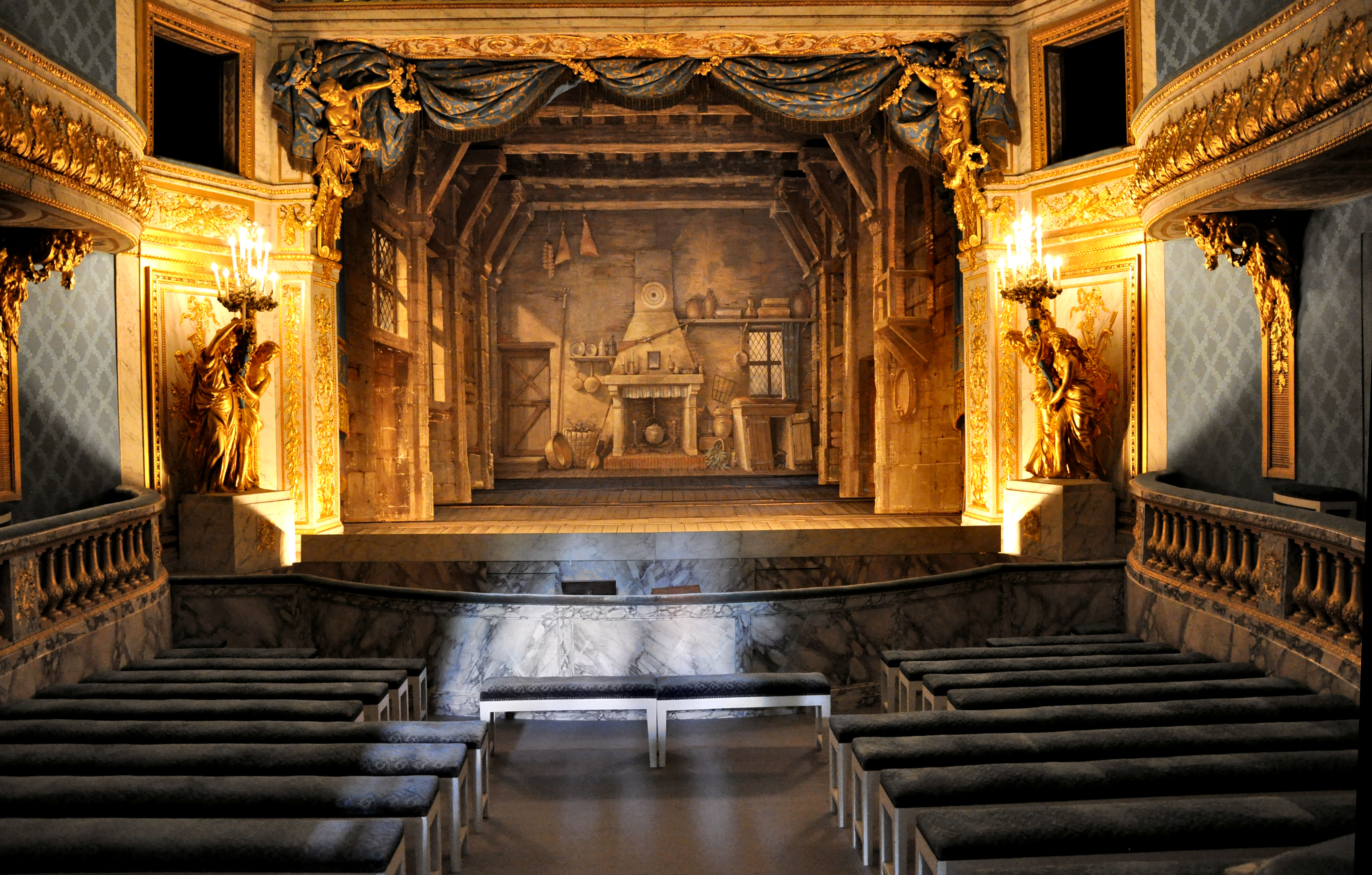
Théâtre de la Reine - salle

Thèâtre de la Reine i Versailles i Frankrike invigdes 1780.   Det var Marie Antoinettes privata teater, där hon deltog i amatörteater med och inför sin familj och sin privata vänkrets.  
Teatern designades av arkitekten Richard Mique från juni 1778 till juli 1779. Den ligger vid Petit Trianon i parken vid Slottet i Versailles. Den bör inte förväxlas med Kungliga operan i slottet i Versailles, Opéra royal du château de Versailles, som invigdes tio år tidigare. 